# Туим (река)
Туи́м — река в Чулымо-Енисейской котловине, в Ширинском районе Хакасии. Длина — 68 км, площадь бассейна — 832 км².
Исток реки находится в центральной части Батенёвского кряжа на северо-восточном склоне горы Бюя. В верхнем течении около 20 км бежит в северо-восточном направлении, затем течёт на север, нижние 10 км — в восточном направлении. Впадает с запада в озеро Белё.
Имеет 9 небольших притоков, общей протяжённостью 27 км. В верховьях и средней части течения река носит горный характер, в нижней — равнинный. Русло извилистое. Среднегодовой сток составляет 0,25 м³/с. Питание реки осуществляется за счёт поверхностного стока во время снеготаяния и атмосферных осадков. Зимой возможно образование наледей.
В бассейне реки ведётся разработка полиметаллических руд. Используется как промышленный и коммунально-бытовой водоисточник.
Населённые пункты на реке (от истока к устью): Верхний Туим, Туим, Тупик, Малый Спирин, Шира, Целинное